# Nederlands kampioenschap dammen 1921
Het Nederlands kampioenschap dammen van 1921 telde acht deelnemers. Het kampioenschap werd gewonnen door Arnold Damme met negen punten. Dit was zijn eerste nationale titel die hij won.

## Resultaten
| Plaats | Naam                | 1 | 2 | 3 | 4 | 5 | 6 | 7 | 8 | AW | Wi | Re | Ve | Pnt | SB |
| ------ | ------------------- | - | - | - | - | - | - | - | - | -- | -- | -- | -- | --- | -- |
| 1      | Arnold Damme        |   | 2 | 1 | 1 | 1 | 1 | 1 | 2 | 7  | 2  | 5  | 0  | 9   | 61 |
| 2      | M.A. Haye           | 0 |   | 0 | 1 | 2 | 2 | 2 | 1 | 7  | 3  | 2  | 2  | 8   | 49 |
|        | Johan Vos           | 1 | 2 |   | 0 | 2 | 1 | 1 | 1 | 7  | 2  | 4  | 1  | 8   | 55 |
| 4      | A. Visser           | 1 | 1 | 2 |   | 1 | 0 | 1 | 1 | 7  | 1  | 5  | 1  | 7   | 51 |
| 5      | C.J. Lochtenberg    | 1 | 0 | 0 | 1 |   | 2 | 0 | 2 | 7  | 2  | 2  | 3  | 6   | 40 |
|        | Henri J. v.d. Broek | 1 | 0 | 1 | 2 | 0 |   | 1 | 1 | 7  | 1  | 4  | 2  | 6   | 43 |
|        | Louis Prijs         | 1 | 0 | 1 | 1 | 2 | 1 |   | 0 | 7  | 1  | 4  | 2  | 6   | 42 |
|        | J.W. van Dartelen   | 0 | 1 | 1 | 1 | 0 | 1 | 2 |   | 7  | 1  | 4  | 2  | 6   | 41 |

1902 · 
1904 · 
1908 · 
1911 · 
1913 · 
1916 · 
1919 · 
1920 · 
1921 · 
1922 · 
1923 · 
1924 · 
1925 · 
1926 · 
1927 · 
1929 · 
1930 · 
1931 · 
1932 · 
1933 · 
1934 · 
1935 · 
1936 · 
1937 · 
1938 · 
1939 ·
1940 · 
1941 · 
1942 · 
1943 · 
1944 · 
1946 · 
1948 · 
1949 ·
1950 · 
1951 · 
1952 · 
1953 · 
1954 · 
1955 · 
1956 · 
1957 · 
1958 · 
1959 · 
1960 · 
1961 · 
1962 · 
1963 · 
1964 · 
1965 · 
1966 · 
1967 · 
1968 · 
1969 · 
1970 · 
1971 · 
1972 · 
1973 · 
1974 · 
1975 · 
1976 · 
1977 · 
1978 · 
1979 · 
1980 · 
1981 · 
1982 · 
1983 · 
1984 · 
1985 · 
1986 · 
1987 · 
1988 · 
1989 · 
1990 · 
1991 · 
1992 · 
1993 · 
1994 · 
1995 · 
1996 · 
1997 · 
1998 · 
1999 · 
2000 · 
2001 · 
2002 · 
2003 · 
2004 · 
2005 · 
2006 · 
2007 · 
2008 · 
2009 · 
2010 · 
2011 · 
2012 · 
2013 · 
2014 · 
2015 · 
2016 · 
2017 · 
2018 · 
2019 · 
2020 · 
2021 · 
2022 · 
2023